# Jule Niemeier
Jule Niemeier (* 12. August 1999 in Dortmund) ist eine deutsche Tennisspielerin.

## Karriere

### Jugend und ITF-Turniere
Niemeier begann mit drei Jahren mit dem Tennisspielen und bevorzugt Sandplätze. Sie spielte bislang vor allem Turniere der ITF Women’s World Tennis Tour, auf der sie bislang fünf Titel im Einzel gewinnen konnte.
Im April 2016 bestritt Niemeier ihr erstes Profiturnier bei den mit 25.000 US-Dollar dotierten Wiesbaden Tennis Open 2016, wo sie eine Wildcard für das Hauptfeld im Dameneinzel erhielt. Sie unterlag aber bereits in der ersten Runde der an Nummer fünf gesetzten Walentina Iwachnenko mit 5:7 und 2:6.
Niemeier absolvierte 2017 die Juniorinnenturniere aller vier Grand-Slam-Turniere sowohl im Einzel als auch im Doppel.
Ihren bis dahin größten Erfolg feierte Niemeier im Mai 2021 als Siegerin der mit 25.000 $ dotierten ITF Advantage Cars Prague Open. Im Finale besiegte sie die ungarische Spielerin Dalma Gálfi mit 6:4 und 6:2. Zuvor gewann sie im Juni 2018 das ITF Future Nord Kaltenkirchen. Im August 2019 konnte sie die ITF Leipzig Open gewinnen. Bereits im Oktober 2017 konnte sie in Scharm asch-Schaich ein Halbfinale eines Turniers des ITF Women’s Circuit erreichen, wo sie Emilie Francati knapp mit 6:2, 3:6 und 4:6 unterlag.
2018 wurde Niemeier ebenso wie Anna Gabric in das Porsche Talentteam Deutschland der Deutschen Fed-Cup-Mannschaft aufgenommen.

### 2019–2021: Erste WTA-Turniere
Im Mai 2019 gab Niemeier ihr Debüt auf der WTA Tour. Sie erhielt eine Wildcard für die Qualifikation des Nürnberger Versicherungscups 2019. Dort gelangte sie mit Siegen über Ashley Kratzer und Destanee Aiava bis ins Hauptfeld, wo sie aber dann gegen Kristýna Plíšková mit 1:6 und 3:6 unterlag.
Im Jahr 2021 erreichte sie Halbfinals bei WTA-Turnieren in Straßburg und Hamburg.

### Seit 2022: Erste Erfolge bei den Grand Slams
Im Mai 2022 konnte sie sich nach Siegen über Alexandra Cadanțu-Ignatik, Jessika Ponchet und Moyuka Uchijima bei den French Open zum ersten Mal für das Hauptfeld bei einem Grand-Slam-Turnier qualifizieren.
2022 gewann sie im Juni bei den Makarska Open, einem Challenger-Turnier im kroatischen Makarska, mit ihrem Finalsieg gegen Elisabetta Cocciaretto erstmals ein WTA-Turnier. Anschließend gewann sie bei ihrem Debüt in Wimbledon ihr erstes Match in einem Grand-Slam-Turnier und auch das nächste Spiel gegen die Weltranglisten-Dritte Anett Kontaveit. Niemeier sagte im Anschluss, sie spiele gern auf Gras; der Untergrund passe zu ihrem Spiel. Nach einem weiteren Sieg gegen die Ukrainerin Lessja Zurenko konnte sie das Achtelfinale von Wimbledon erreichen. In diesem bezwang sie die Britin Heather Watson in zwei Sätzen und zog ins deutsch-deutsche Viertelfinale gegen Tatjana Maria ein, das sie in einem hart umkämpften Dreisatzmatch verlor.
Auch bei den US Open 2022 zeigte Niemeier starke Leistungen, die sie mit Siegen über Sofia Kenin, Julija Putinzewa und Zheng Qinwen bis ins Achtelfinale brachten, das sie in drei Sätzen gegen die Weltranglistenerste Iga Świątek verlor.

## Turniersiege

### Einzel
| Nr. | Datum           | Turnier       | Kategorie      | Belag | Finalgegnerin          | Ergebnis |
| --- | --------------- | ------------- | -------------- | ----- | ---------------------- | -------- |
| 1.  | 24. Juni 2018   | Kaltenkirchen | ITF $15.000    | Sand  | Vlada Ekshibarova      | 7:5, 6:2 |
| 2.  | 18. August 2019 | Leipzig       | ITF W25        | Sand  | Katharina Gerlach      | 6:3, 6:3 |
| 3.  | 9. Mai 2021     | Prag          | ITF W25        | Sand  | Dalma Galfi            | 6:4 6:2  |
| 4.  | 30. April 2022  | Zagreb        | ITF W60        | Sand  | Réka Luca Jani         | 6:2 6:2  |
| 5.  | 5. Juni 2022    | Makarska      | WTA Challenger | Sand  | Elisabetta Cocciaretto | 7:5 6:1  |

## Karrierestatistik und Turnierbilanz

### Einzel
Die letzte Aktualisierung erfolgte nach den Wimbledon Championships 2025.
| Turnier                      | 2021              | 2022              | 2023              | 2024      | 2025      | T / T       | S/N         | Sieg%       |
| ---------------------------- | ----------------- | ----------------- | ----------------- | --------- | --------- | ----------- | ----------- | ----------- |
| Australian Open              | –                 | Q3                | 1                 | Q2        | 2         | 0 / 2       | 1:2         | 33 %        |
| French Open                  | –                 | 1                 | 1                 | 1         | Q1        | 0 / 3       | 0:3         | 0 %         |
| Wimbledon                    | Q3                | VF                | 2                 | 2         | Q2        | 0 / 3       | 6:3         | 67 %        |
| US Open                      | Q2                | AF                | Q1                | 3         |           | 0 / 2       | 5:2         | 71 %        |
| Doha                         | a. K.             | –                 | a. K.             | –         | Q1        | 0 / 0       | 0:0         | –           |
| Dubai                        | –                 | a. K.             | –                 | –         | Q1        | 0 / 0       | 0:0         | –           |
| Indian Wells                 | –                 | Q1                | 1                 | –         | 1         | 0 / 2       | 0:2         | 0 %         |
| Miami                        | –                 | Q1                | 1                 | Q2        | Q1        | 0 / 1       | 0:1         | 0 %         |
| Madrid                       | –                 | –                 | 3                 | Q2        | Q2        | 0 / 1       | 2:1         | 67 %        |
| Rom                          | –                 | –                 | 1                 | Q1        | Q2        | 0 / 1       | 0:1         | 0 %         |
| Kanada                       | Q2                | –                 | –                 | Q1        |           | 0 / 0       | 0:0         | –           |
| Cincinnati                   | –                 | –                 | –                 | –         |           | 0 / 0       | 0:0         | –           |
| Peking                       | n. a.             | n. a.             | –                 | –         |           | 0 / 0       | 0:0         | –           |
| Wuhan                        | nicht ausgetragen | nicht ausgetragen | nicht ausgetragen | –         |           | 0 / 0       | 0:0         | –           |
| Billie Jean King Cup         | –                 | PO                | RR                | 1         | q         | 0 / 4       | 2:5         | 29 %        |
| Statistik                    | Statistik         | Statistik         | Statistik         | Statistik | Statistik | S/N         | S/N         | Sieg%       |
| Turnierteilnahmen            | 19                | 24                | 27                | 27        | 16        | Gesamt: 113 | Gesamt: 113 | Gesamt: 113 |
| Erreichte Finals             | 1                 | 2                 | 0                 | 2         | 0         | Gesamt: 5   | Gesamt: 5   | Gesamt: 5   |
| Gewonnene Titel              | 1                 | 2                 | 0                 | 0         | 0         | Gesamt: 3   | Gesamt: 3   | Gesamt: 3   |
| Hartplatz-Siege/-Niederlagen | 9:8               | 13:10             | 7:17              | 18:14     | 4:7       | 51:56       | 51:56       | 48 %        |
| Sand-Siege/-Niederlagen      | 22:7              | 22:8              | 5:7               | 12:8      | 3:8       | 64:38       | 64:38       | 63 %        |
| Rasen-Siege/-Niederlagen     | 4:2               | 5:3               | 4:3               | 4:6       | 1:2       | 18:16       | 18:16       | 53 %        |
| Teppich-Siege/-Niederlagen   | 2:1               | 0:1               | 0:0               | 0:0       | 0:0       | 2:2         | 2:2         | 50 %        |
| Gesamt-Siege/-Niederlagen    | 37:18             | 40:22             | 16:27             | 34:28     | 8:17      | 135:112     | 135:112     | 55 %        |
| Sieg%                        | 67 %              | 65 %              | 37 %              | 55 %      | 32 %      | Gesamt:     | Gesamt:     | 55 %        |
| Jahresendposition            | 130               | 61                | 162               | 92        |           | N/A         | N/A         | N/A         |

Zeichenerklärung: S = Turniersieg; F, HF, VF, AF = Einzug ins Finale / Halbfinale / Viertelfinale / Achtelfinale; 1, 2, 3 = Ausscheiden in der 1. / 2. / 3. Hauptrunde; KF (kleines Finale) = unterlegen im Spiel um Platz drei; RR = Round Robin (Gruppenphase); n. a. = nicht ausgetragen; a. K. = andere Kategorie; PO (Play-off) = Auf- und Abstiegsrunde im Billie Jean King Cup; K1, K2, K3 = Teilnahme in der Kontinentalgruppe I, II, III im Billie Jean King Cup.
Anmerkung: Diese Statistik berücksichtigt alle Ergebnisse im Einzel bei ITF- und WTA-Turnieren. Als Quelle dient die ITF-Seite der Spielerin. Dargestellt sind nur WTA-Turniere der Kategorie 1000 (seit 2021).

## Weltranglistenpositionen am Saisonende
| Jahr   | 2016 | 2017 | 2018 | 2019 | 2020 | 2021 | 2022 | 2023 | 2024 |
| ------ | ---- | ---- | ---- | ---- | ---- | ---- | ---- | ---- | ---- |
| Einzel | 1253 | 971  | 455  | 296  | 280  | 130  | 61   | 162  | 92   |
| Doppel | —    | —    | 837  | —    | —    | —    | —    | 425  | 562  |